# Eliteserien 2001
La Eliteserien 2001, nota anche come Tippeligaen 2001 per ragioni di sponsorizzazione, fu la cinquantaseiesima edizione della Eliteserien, massima serie del campionato norvegese di calcio. Vide la vittoria finale del Rosenborg, al suo sedicesimo titolo, il decimo consecutivo. Capocannonieri del torneo furono Thorstein Helstad (Brann), Frode Johnsen (Rosenborg) e Clayton Zane (Lillestrøm), con 17 reti.

## Stagione

### Novità
Dalla Eliteserien 2000 vennero retrocessi il Vålerenga (dopo aver perso lo spareggio promozione/retrocessione), lo Start e l'Haugesund, mentre dalla 1. divisjon 2000 vennero promossi il Lyn Oslo, lo Strømsgodset e il Sogndal (vincitore dello spareggio promozione/retrocessione).

### Formula
Le quattordici squadre partecipanti si affrontarono in un girone all'italiana con partite di andata e di ritorno, per un totale di 26 giornate. La prima classificata, vincitrice del campionato, veniva ammessa alla UEFA Champions League 2002-2003, assieme alla seconda classificata. La terza classificata veniva ammessa alla Coppa UEFA 2002-2003, assieme al vincitore della Coppa di Norvegia. La dodicesima classificata disputava uno spareggio promozione/retrocessione con la terza classificata in 1. divisjon. Le ultime due classificate venivano retrocesse direttamente in 1. divisjon.

## Squadre partecipanti
| Club         | Stagione | Città      | Stagione 2000            |
| ------------ | -------- | ---------- | ------------------------ |
| Bodø/Glimt   | dettagli | Bodø       | 10º posto in Eliteserien |
| Brann        | dettagli | Bergen     | 2º posto in Eliteserien  |
| Bryne        | dettagli | Bryne      | 11º posto in Eliteserien |
| Lillestrøm   | dettagli | Lillestrøm | 6º posto in Eliteserien  |
| Lyn Oslo     | dettagli | Oslo       | 1º posto in 1. divisjon  |
| Molde        | dettagli | Molde      | 7º posto in Eliteserien  |
| Moss         | dettagli | Moss       | 9º posto in Eliteserien  |
| Odd Grenland | dettagli | Skien      | 8º posto in Eliteserien  |
| Rosenborg    | dettagli | Trondheim  | Campione di Norvegia     |
| Sogndal      | dettagli | Sogndal    | 3º posto in 1. divisjon  |
| Stabæk       | dettagli | Bærum      | 5º posto in Eliteserien  |
| Strømsgodset | dettagli | Drammen    | 2º posto in 1. divisjon  |
| Tromsø       | dettagli | Tromsø     | 4º posto in Eliteserien  |
| Viking       | dettagli | Stavanger  | 3º posto in Eliteserien  |

## Classifica finale
|  | Pos. | Squadra      | Pt | G  | V  | N  | P  | GF | GS | DR  |
|  | ---- | ------------ | -- | -- | -- | -- | -- | -- | -- | --- |
|  | 1.   | Rosenborg    | 57 | 26 | 17 | 6  | 3  | 71 | 30 | +41 |
|  | 2.   | Lillestrøm   | 56 | 26 | 17 | 5  | 4  | 64 | 33 | +31 |
|  | 3.   | Viking       | 49 | 26 | 14 | 7  | 5  | 43 | 29 | +14 |
|  | 4.   | Stabæk       | 45 | 26 | 14 | 3  | 9  | 45 | 39 | +6  |
|  | 5.   | Molde        | 44 | 26 | 13 | 5  | 8  | 54 | 41 | +13 |
|  | 6.   | Odd Grenland | 42 | 26 | 12 | 6  | 8  | 50 | 40 | +10 |
|  | 7.   | Brann        | 41 | 26 | 12 | 5  | 9  | 63 | 48 | +15 |
|  | 8.   | Sogndal      | 32 | 26 | 9  | 5  | 12 | 45 | 61 | -16 |
|  | 9.   | Bodø/Glimt   | 29 | 26 | 7  | 8  | 11 | 45 | 47 | -2  |
|  | 10.  | Moss         | 29 | 26 | 9  | 2  | 15 | 35 | 48 | -13 |
|  | 11.  | Lyn Oslo     | 26 | 26 | 6  | 8  | 12 | 40 | 49 | -9  |
|  | 12.  | Bryne        | 22 | 26 | 6  | 4  | 16 | 33 | 61 | -18 |
|  | 13.  | Strømsgodset | 19 | 26 | 3  | 10 | 13 | 40 | 73 | -33 |
|  | 14.  | Tromsø       | 16 | 26 | 4  | 4  | 18 | 23 | 52 | -29 |

Legenda:
      Campione di Norvegia e ammessa alla UEFA Champions League 2002-2003
      Ammessa alla UEFA Champions League 2002-2003
      Ammessa alla Coppa UEFA 2002-2003
 Ammessa allo spareggio promozione/retrocessione
      Retrocessa in 1. divisjon 2002
Note:
Tre punti a vittoria, uno a pareggio, zero a sconfitta.

## Risultati
|              | Ros  | Lil  | Vik  | Stb  | Mol  | Odd  | Bra  | Sog  | Bod  | Mos  | Lyn  | Bry  | Str  | Tro  |
| ------------ | ---- | ---- | ---- | ---- | ---- | ---- | ---- | ---- | ---- | ---- | ---- | ---- | ---- | ---- |
| Rosenborg    | –––– | 2-2  | 1-1  | 0-1  | 2-1  | 2-1  | 3-3  | 3-1  | 4-0  | 6-0  | 1-1  | 3-1  | 4-0  | 3-0  |
| Lillestrøm   | 1-2  | –––– | 4-0  | 2-1  | 4-1  | 3-3  | 2-1  | 4-1  | 1-0  | 3-0  | 2-1  | 0-0  | 7-4  | 3-1  |
| Viking       | 4-3  | 3-2  | –––– | 1-1  | 1-1  | 1-0  | 0-2  | 2-0  | 2-2  | 2-1  | 2-0  | 1-0  | 1-1  | 4-0  |
| Stabæk       | 3-0  | 3-2  | 0-3  | –––– | 0-1  | 1-0  | 2-1  | 4-0  | 2-1  | 2-1  | 2-5  | 4-0  | 4-0  | 0-3  |
| Molde        | 1-1  | 1-2  | 2-1  | 1-4  | –––– | 6-1  | 0-3  | 3-2  | 4-1  | 1-1  | 3-2  | 5-0  | 3-0  | 4-3  |
| Odd Grenland | 0-1  | 4-1  | 0-1  | 3-0  | 2-1  | –––– | 2-2  | 3-0  | 0-5  | 3-1  | 2-2  | 4-1  | 4-2  | 0-0  |
| Brann        | 2-6  | 1-1  | 0-1  | 8-1  | 0-0  | 3-1  | –––– | 2-1  | 2-2  | 1-0  | 2-1  | 3-4  | 6-2  | 3-1  |
| Sogndal      | 1-6  | 2-2  | 0-1  | 1-0  | 3-4  | 3-3  | 4-3  | –––– | 3-2  | 3-1  | 1-0  | 1-4  | 5-1  | 0-3  |
| Bodø/Glimt   | 1-4  | 1-2  | 2-1  | 2-2  | 3-2  | 1-1  | 5-1  | 2-2  | –––– | 0-2  | 5-2  | 0-0  | 2-2  | 1-0  |
| Moss         | 0-3  | 0-2  | 1-3  | 1-3  | 0-1  | 1-3  | 2-3  | 1-2  | 2-0  | –––– | 3-1  | 2-1  | 1-1  | 3-1  |
| Lyn Oslo     | 1-1  | 0-2  | 1-1  | 1-1  | 0-2  | 1-2  | 3-2  | 1-1  | 2-1  | 0-2  | –––– | 1-3  | 2-2  | 4-0  |
| Bryne        | 1-2  | 0-5  | 1-3  | 0-1  | 4-3  | 1-3  | 0-3  | 2-3  | 2-1  | 1-4  | 1-2  | –––– | 1-1  | 3-0  |
| Strømsgodset | 2-5  | 1-2  | 3-3  | 2-1  | 1-1  | 0-2  | 2-6  | 2-2  | 1-4  | 2-4  | 3-3  | 4-0  | –––– | 0-0  |
| Tromsø       | 1-3  | 0-3  | 1-0  | 0-2  | 0-2  | 0-3  | 2-0  | 2-3  | 1-1  | 0-1  | 2-3  | 2-2  | 0-1  | –––– |

## Spareggio promozione/retrocessione
Allo spareggio vennero ammessi il Bryne, dodicesimo classificato in Eliteserien, e l'HamKam, terzo classificato in 1. divisjon. Il Bryne vinse lo spareggio, mantenendo così la categoria.
|        | Risultati |        | Luogo e data     |
| ------ | --------- | ------ | ---------------- |
| Bryne  | 3 - 0     | HamKam | 7 novembre 2001  |
| HamKam | 0 - 0     | Bryne  | 10 novembre 2001 |
|        |           |        |                  |

## Statistiche

### Classifica marcatori
| Gol |  |  | Giocatore               | Squadra      |
| --- |  |  | ----------------------- | ------------ |
| 17  |  |  | Thorstein Helstad       | Brann        |
| 17  |  |  | Frode Johnsen           | Rosenborg    |
| 17  |  |  | Clayton Zane            | Lillestrøm   |
| 15  |  |  | Harald Martin Brattbakk | Rosenborg    |
| 14  |  |  | Jostein Flo             | Strømsgodset |
| 14  |  |  | Erik Nevland            | Viking       |
| 13  |  |  | Magnus Powell           | Lillestrøm   |
| 11  |  |  | Bengt Sæternes          | Bodø/Glimt   |